# 영동경찰서
영동경찰서(永同警察署, Yeongdong Police Station)는 충청북도경찰청이 관할하는 경찰서 중 하나이다. 충청북도 영동군 일대를 관할한다. 충청북도 영동군 영동읍 영산로 32에 위치하고 있다.
서장은 총경으로 보한다.

## 기본 정보
- 주소: 충청북도 영동군 영동읍 영산로 32
- 우편번호: 29146

## 관할 파출소 및 지구대
영동경찰서는 1개 지구대와 5개 파출소를 산하에 두고 있다.
| 명칭       | 사진 | 주소                   | 관할구역         | 치안센터       |
| ---------- | ---- | ---------------------- | ---------------- | -------------- |
| 중앙지구대 |      | 영동읍 계산로 63       | 영동읍, 심천면   | 심천치안센터   |
| 용산파출소 |      | 용산면 용산로 322      | 용산면           |                |
| 학산파출소 |      | 학산면 서산로 72       | 학산면, 양산면   | 양산치안센터   |
| 양강파출소 |      | 양강면 학산영동로 835  | 양강면, 용화면   | 용화치안센터   |
| 황간파출소 |      | 황간면 영동황간로 1661 | 황강면, 추풍령면 | 추풍령치안센터 |
| 상촌파출소 |      | 상촌면 민주지산로 3027 | 상촌면, 매곡면   | 매곡치안센터   |